# Léon Comès
Léon (Adolphe) Comès (11 février 1889  - 16 octobre 1915) est un coureur cycliste français.

## Biographie
Il est né à Perpignan mais passe sa jeunesse à Paris où il occupe son temps libre à faire du vélo avec des camarades du quartier, parmi lesquels Henri Pélissier et Maurice SchillesAvec Henri Pélissier, il dispute sa première course en décembre 1904 sur la piste du Parc des Princes, une épreuve organisée par le « Club des Tout-Petits » et réservée aux coureurs âgés de moins de 17 ans.
Il est mobilisé au 89e R.I., puis au 19e escadron du train des équipages militaires, détachés dans l'aviation pendant la Première Guerre mondiale. Il pilote un avion Voisin. Comès et son beau-frère Léon Hourlier sont morts ensemble dans un accident d'avion à Saint-Étienne-au-Temple en Champagne.

## Palmarès

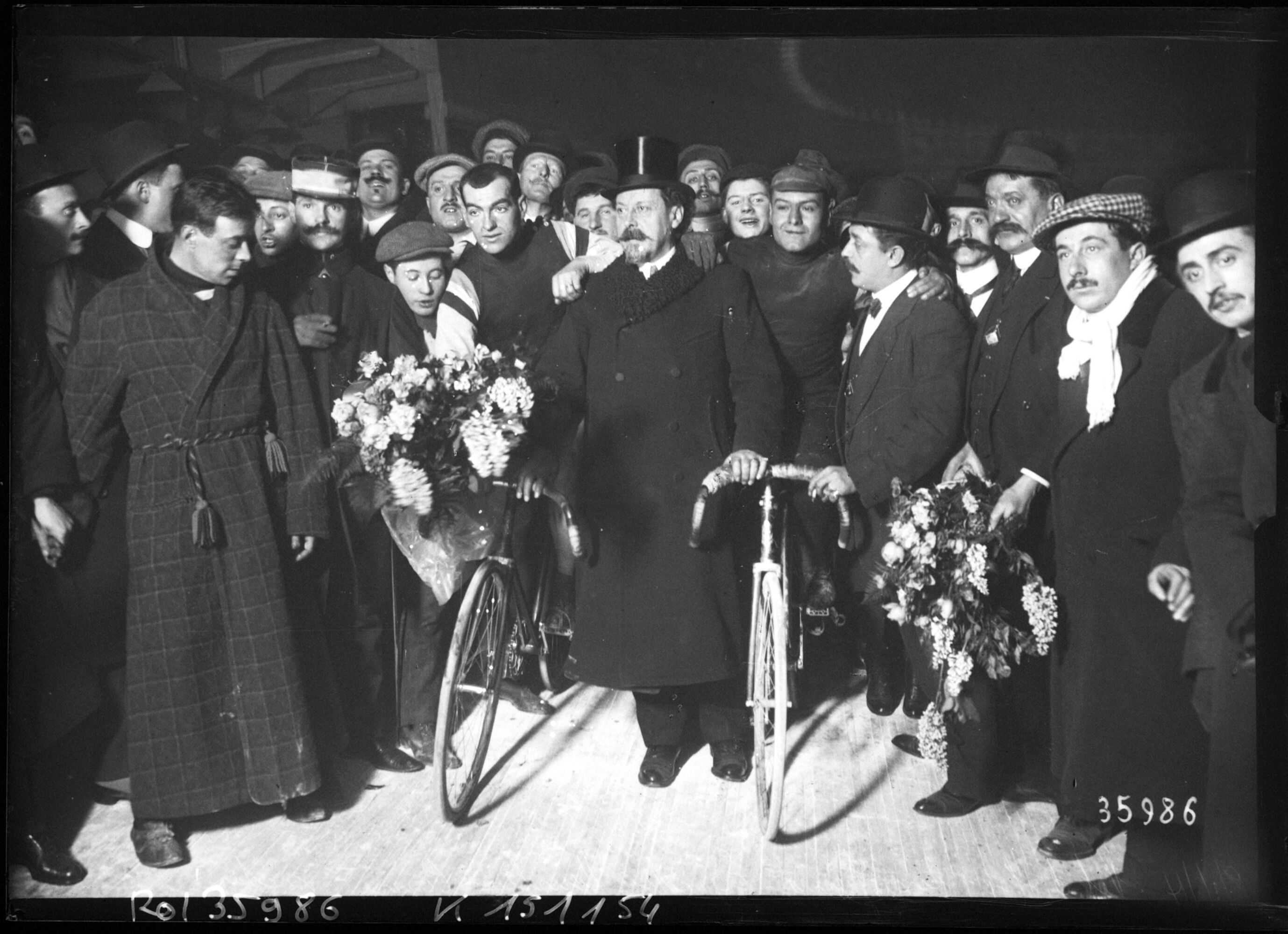
Léon Hourlier et Léon Comès aux Six Jours de Paris 1914

En 1908, il se classe troisième au Championnat de France de vitesse et l'année suivante premier au GP d'Angers.
le 21 avril 1912, il se classe second derrière Frank Kramer, qui sera champion du monde cette année-là, et devant Joe Fogler sur 2 miles au vélodrome de  Newark (New Jersey) et participe à plusieurs meetings préparatoires des Championnats du monde de cyclisme sur piste 1912 avec la présence de Kramer, Grenda, Drobach, Cavanaugh et Bedell.
En 1914, il a gagné avec son beau-frère Léon Hourlier, les Six Jours de Paris.

## Hommage
- Un Prix Hourlier-Comès est organisé au Vél’ d'Hiv’ entre 1926 et 1958, sous forme d'une course à l'américaine[4].